# Summer Memories
『Summer Memories』（サマー・メモリーズ）は、上木彩矢の9枚目のシングル。

## 概要
- シングルにおいては初のバラードとなった。7枚目のシングル「SUNDAY MORNING」から引き続き、作曲は大野愛果、編曲はGARNET CROWのギタリスト・岡本仁志によるものである。また、カップリング曲「I'm your side」も前作までと同様に作曲、編曲共に岡本仁志が手がけた。
- 2006年発表の「もう君だけを離したりはしない」以来の、テレビアニメ『名探偵コナン』タイアップ曲。

## 収録曲
1. Summer Memories
  - 作詞：上木彩矢 / 作曲：大野愛果 / 編曲：岡本仁志

日本テレビ系アニメ『名探偵コナン』エンディングテーマ
2. I'm your side
  - 作詞：上木彩矢 / 作曲・編曲：岡本仁志

テレビ東京系『PVTV』8月度エンディングテーマ
3. Summer Memories -Instrumental-

## 収録アルバム
Summer Memories
- Are you happy now?
- AYA KAMIKI Greatest Best
- GIZA studio 10th Anniversary Masterpiece BLEND 〜LOVE Side〜
- THE BEST OF DETECTIVE CONAN 4 〜名探偵コナン テーマ曲集4〜

I'm your side
- Are you happy now?
- INDIVIDUAL EMOTION（初回盤のみ）
- THE FINAL JOURNEY

| テレビアニメ『名探偵コナン』エンディングテーマ 2008年6月16日 - 2008年9月8日 |                              |                                    |
| 前作: 三枝夕夏 IN db 『雪どけのあの川の流れのように』                       | 上木彩矢 『Summer Memories』 | 次作: 滴草由実 『GO YOUR OWN WAY』 |